# Yan Matheus Santos Souza
Yan Matheus Santos Souza, noto semplicemente come Yan (Alagoinhas, 4 settembre 1998), è un calciatore brasiliano, attaccante degli Yokohama F·Marinos.

## Caratteristiche tecniche
È un'ala destra.

## Carriera
Cresciuto nel settore giovanile del Vitória, debutta in prima squadra il 31 ottobre 2015 in occasione dell'incontro del Brasileirão perso 3-2 contro il Náutico. Nel 2017 viene ceduto al Palmeiras che lo utilizza principalmente nel proprio settore giovanile, facendogli fare alcune apparizioni in panchina nel 2018. Per la stagione 2018-2019 viene ceduto in prestito all'Estoril Praia con cui segna la sua prima rete fra i professionisti il 31 marzo 2019, nel match di Segunda Liga perso 3-1 contro il Benfica B. Nel 2019 viene ceduto in prestito allo Sport Recife dove gioca 16 incontri in Série B ottenendo la promozione in Série A. Il 16 agosto 2020 fa nuovamente ritorno in Portogallo firmando con il Moreirense fino al termine della stagione.

## Statistiche

### Presenze e reti nei club
Statistiche aggiornate al 3 dicembre 2024.
| Stagione                  | Squadra                   | Campionato                | Campionato | Campionato | Coppe nazionali | Coppe nazionali | Coppe nazionali | Coppe continentali | Coppe continentali | Coppe continentali | Altre coppe | Altre coppe | Altre coppe | Totale | Totale | Totale |
| Stagione                  | Squadra                   | Comp                      | Pres       | Reti       | Comp            | Pres            | Reti            | Comp               | Pres               | Reti               | Comp        | Pres        | Reti        | Pres   | Reti   |        |
| ------------------------- | ------------------------- | ------------------------- | ---------- | ---------- | --------------- | --------------- | --------------- | ------------------ | ------------------ | ------------------ | ----------- | ----------- | ----------- | ------ | ------ | ------ |
| 2015                      | Vitória                   | PD/BA+B                   | 0+3        | 0          | CB              | 0               | 0               |                    | -                  | -                  |             | -           | -           | 3      | 0      |        |
| 2016                      | Vitória                   | PD/BA+A                   | 1+1        | 0          | CB              | 0               | 0               |                    | -                  | -                  |             | -           | -           | 2      | 0      |        |
| Totale Vitória            | Totale Vitória            | Totale Vitória            | 5          | 0          |                 | 0               | 0               |                    | -                  | -                  |             | -           | -           | 5      | 0      |        |
| 2018                      | Palmeiras                 | A1/SP+A                   | 0          | 0          | CB              | 0               | 0               |                    | -                  | -                  |             | -           | -           | 0      | 0      |        |
| 2018-2019                 | Estoril Praia             | LdH                       | 13         | 2          | CP+CdL          | 0               | 0               |                    | -                  | -                  |             | -           | -           | 13     | 2      |        |
| 2019                      | Sport Recife              | A1/PE+B                   | 0+16       | 0+1        | CB              | 0               | 0               |                    | -                  | -                  |             | -           | -           | 16     | 1      |        |
| 2020                      | Sport Recife              | A1/PE+A                   | 4+0        | 1+0        | CB              | 0               | 0               |                    | -                  | -                  | CdN         | 6           | 0           | 10     | 1      |        |
| Totale Sport Recife       | Totale Sport Recife       | Totale Sport Recife       | 20         | 2          |                 | 0               | 0               |                    | -                  | -                  |             | 6           | 0           | 26     | 2      |        |
| 2020-2021                 | Moreirense                | PL                        | 28         | 4          | CP+CdL          | 2+0             | 0+0             |                    | -                  | -                  |             | -           | -           | 30     | 4      |        |
| 2021-2022                 | Moreirense                | PL                        | 32         | 6          | CP+CdL          | 3+1             | 3+0             |                    | -                  | -                  |             | -           | -           | 36     | 9      |        |
| Totale Moreirense         | Totale Moreirense         | Totale Moreirense         | 60         | 10         |                 | 6               | 3               |                    | -                  | -                  |             | -           | -           | 66     | 13     |        |
| 2022                      | Yokohama F·Marinos        | J1                        | 5          | 1          | CI+CdL          | 0+0             | 0+0             |                    | -                  | -                  |             | -           | -           | 5      | 1      |        |
| 2023                      | Yokohama F·Marinos        | J1                        | 32         | 6          | CI+CdL          | 0+6             | 0+1             | ACL                | 14                 | 4                  | SG          | 1           | 0           | 53     | 11     |        |
| 2024                      | Yokohama F·Marinos        | J1                        | 35         | 5          | CI+CdL          | 2+3             | 2+1             | ACL                | 5                  | 2                  |             | -           | -           | 45     | 10     |        |
| Totale Yokohama F·Marinos | Totale Yokohama F·Marinos | Totale Yokohama F·Marinos | 72         | 12         |                 | 11              | 4               |                    | 19                 | 6                  |             | 1           | 0           | 103    | 22     |        |
| Totale carriera           | Totale carriera           | Totale carriera           | 170        | 26         |                 | 17              | 7               |                    | 19                 | 6                  |             | 7           | 0           | 213    | 39     |        |

## Palmarès

### Club

#### Competizioni nazionali
- Campionato giapponese: 1

Yokohama F·Marinos: 2022
- Supercoppa del Giappone: 1

Yokohama F·Marinos: 2023